# Чикахомини
Чикахомини (на английски: Chickahominy) е северноамериканско индианско племе, което по време на идването на английските колонисти в Джеймстаун през 1607 г. живее по река Чикахомини – от устието и близо до Джеймстаун, до днешния окръг Ню Кент. Според Джон Смит имат 250 войни или около 900 души през 1608 г. Когато англичаните идват в Джеймстаун, чикахомините им помагат да преживеят първата зима, заради което не взимат участие в Първата война Поухатан (1609 – 1614). По време на Втората война Поухатан (1622 -1632) участват в няколко схватки със заселниците. След войната постепенно са изтласкани от родината си. Даден им е резерват между реките Матапони и Памунки, където престояват до 1661 г., когато се преместват в горната част на река Матапони. През 1718 г. губят правата върху стария си резерват, но продължават да живеят в района още известно време. Тези, които не се присъединяват към памунките, постепенно се завръщат в родината си. По-късно тези хора формират днешното племе чикахомини. Днес 840 техни потомци живеят в радиус от 8 мили от племенното седалище Ридж Чикахомини и притежават 110 акра от изконните си земи в окръг Чарлз.

## Източни чикахомини
Първоначално източните чикахомини са част от племето чикахомини. След 1820 г. някои чикахомини започват да се заселват в Чарлз Сити. През 1830 г. се съобщава, че група индианци живеят в окръг Ню Кент. Това вероятно са предците на днешните източни чикахомини. През 1921 г. тези индианци официално се организират като племето източни чикахомини. На 25 март 1983 г. племето получава официално признаване от щата Вирджиния. В началото на 21 век племето има 132 членове и притежава 41 акра земя в окръг Ню Кент, на около 40 км източно от Ричмънд.